# گلوریا دیکسون
گلوریا دیکسون (متولد تایس آلالیا دیکرسون؛ ۱۳ اوت ۱۹۱۷ – ۱۰ آوریل ۱۹۴۵) بازیگر آمریکایی صحنه و سینما دهه‌های ۱۹۳۰ و ۱۹۴۰ بود. دیکسون در پوکاتلو، آیداهو متولد شد و دختر یک بانکدار بود. پس از مرگ پدرش در سال ۱۹۲۹، خانواده به کالیفرنیا نقل مکان کردند. او از دبیرستان پلی تکنیک لانگ بیچ فارغ‌التحصیل شد.
دیکسون در ۲۰ ژوئن ۱۹۳۸ با پرک وستمور در سانتا باربارا، کالیفرنیا ازدواج کرد. او در ۱۷ مه ۱۹۴۰ از او درخواست طلاق داد حکم طلاق توافقی در ۲۲ ژوئن ۱۹۴۱ در لس آنجلس، کالیفرنیا صادر شد. ازدواج دوم او با رالف مورفی بود که در سال ۱۹۴۴ از او جدا شد. بعداً در سال ۱۹۴۴ با ویلیام فیتزجرالد (بوکسور) ازدواج کرد.
دیکسون در ۱۰ آوریل ۱۹۴۵ در طی آتش‌سوزی در خانه ای که در لس آنجلس از سیدنی تولر اجاره کرده بود، جان باخت.